# Wenzel W Wuerfel
Wenzel W Wuerfel, (Plaňany (Bohemia Central), 6 de maig, 1790 - Viena, 23 de març, 1832), va ser un compositor, pianista i director d'orquestra txec.

## Biografia
El pare de Wenzel era mestre d'escola. Va estudiar piano amb la seva mare. El 1807 va anar a Praga, on va estudiar Václav Jan Tomášek. El 1815 va anar a Varsòvia, on va ser nomenat professor al Conservatori de Varsòvia. Va fer actuacions de piano a Polònia, Bohèmia, Alemanya i Rússia. El 1824 va tornar a Praga i va dirigir la seva òpera Rübezahl. A partir del 1826 va romandre com a director d'orquestra a Viena. Va tenir una reunió amb Beethoven just abans de morir el 1827. Wurfel va morir a Viena, als 41 anys.
Es diu que el seu alumne més famós va ser el compositor romàntic polonès-francès Frédéric Chopin, que es diu que va estudiar amb ell a l'Escola Superior de Música de Varsòvia entre 1823 i 1826. Tanmateix, tot i que Würfel era amic de la família Chopin i potser li va donar alguns consells, va tornar a la seva Praga natal el 1824 i després no va tornar a veure Chopin.
Segons Jonathan Bellman al seu llibre Chopin's Polish Ballade (45), una de les peces programàtiques de Wurfel que Chopin devia conèixer és la Grande fantaisie lugubre au souvenir des trois héros Prince Joseph Poniatowski, Kościuszko, et Dąbrowski, composé et dediée à la nation polonaise (Varsòvia: Fuss,). La composició exemplifica el florent gènere polonès de fantasies que utilitzava elements narratius i cites per expressar el nacionalisme polonès. Els encapçalaments de les seccions de Wurfel són els següents:
- Nit fatídica
- Els sons de les campanes de les tres torres [Aquestes són les tres torres de la catedral de Wawel a Cracòvia, Polònia, on estan enterrats els tres herois]
- Presentiments lúgubres
- La mort proclama la fi dels tres herois
- Terror
- Sofriment agut de la nació
- Record del seu autosacrifici pel país
- Ja no hi són
- El so de la campana funerària de la catedral anuncia la cerimònia fúnebre
- Marxa fúnebre
- Sentiments agraïts de la nació

Segons Halina Goldberg al seu llibre *Música a la Varsòvia de Chopin* (93), «L'obra també parla al públic a través de l'evocació de melodies nacionals familiars associades amb els tres herois: a la secció marcada com a "Souvenir de leur dévoument pour la patrie", escoltem successivament la Marxa Favorita del Príncep Poniatowski, el Trio de la Polonesa de Kościuszko "I quan marxeu, adéu" (A kiedy odjeżdżasz byawaj że zdrów) i la Mazurca de Dąbrowski (també coneguda com l'Himne Nacional Polonès).»

## Obres
- Òperes: Rübezahl (Praga,7 d'octubre, 1824, Viena, Març 1825) i Der Rothmantel.

## Obres per a piano
- Piano Concerto op. 28 (publ. Peters, Leipzig)
- Rondeau Brillant op. 20, op. 24 (publ. Peters, Leipzig), op. 25, and op. 30 (publ. Tobi Haslinger, Wien)
- Variations op. 16, op. 17, op. 19, and op. 29 Polonaises op. 21, op. 27 (publ. Peters, Leipzig)